# Egzamin poprawkowy
Ten artykuł należy dopracować:

przedstawiono sytuację tylko z polskiej perspektywy – artykuł powinien być przekrojowy.
Pomóż go poprawić. Na stronie dyskusji mogą znajdywać się pomocne komentarze.
Egzamin poprawkowy – rodzaj egzaminu promocyjnego. Egzamin jest stosowany w stosunku uczniów lub studentów, którzy nie uzyskali w wymaganym terminie zaliczenia z danego przedmiotu lub przedmiotów (uzyskali ocenę niedostateczną).
Egzamin poprawkowy stosuje się wobec uczniów, którzy uzyskali roczną ocenę klasyfikacyjną z obowiązkowych zajęć edukacyjnych niższą od oceny dopuszczającej. Egzaminu nie stosuje się w stosunku do uczniów klas I–III szkoły podstawowej, a także przedmiotów: religia i etyka. Egzamin przeprowadzany jest w terminie dodatkowym, zazwyczaj w ostatnim tygodniu wakacji. Do końca sierpnia 2019 r. wyjątkiem od tej reguły są szkoły, w których zajęcia dydaktyczno-wychowawcze kończą się w styczniu. Wówczas egzamin przeprowadza się po zakończeniu zajęć, lecz nie później niż do końca lutego danego roku. Nieprzystąpienie do egzaminu poprawkowego w określonym terminie (wyłącznie z przyczyn usprawiedliwionych) daje możliwość przeprowadzenia egzaminu w innym terminie, który jest wyznaczany przez dyrektora szkoły, odpowiednio: nie później niż do końca września lub do końca marca.
Podstawowym aktem prawnym w Polsce, który zawiera regulacje dotyczące egzaminów poprawkowych przeprowadzanych w szkołach publicznych oraz niepublicznych o uprawnieniach szkół publicznych, jest ustawa o systemie oświaty z 7 września 1991 r. (rozdział 3a). Rozporządzenie Ministra Edukacji Narodowej z 30 kwietnia 2007 r. w sprawie warunków i sposobu oceniania, klasyfikowania i promowania uczniów i słuchaczy oraz przeprowadzania sprawdzianów i egzaminów w szkołach publicznych zostało uchylone – stosowano je do końca roku szkolnego 2014/2015.
Rozporządzenia dotyczące egzaminu poprawkowego:
- Rozporządzenie Ministra Edukacji Narodowej z dnia 10 czerwca 2015 r. w sprawie szczegółowych warunków i sposobu oceniania, klasyfikowania i promowania uczniów i słuchaczy w szkołach publicznych[8] – obowiązywało do dnia 31 sierpnia 2023 r.),
- Rozporządzenie Ministra Edukacji Narodowej z dnia 3 sierpnia 2017 r. w sprawie oceniania, klasyfikowania i promowania uczniów i słuchaczy w szkołach publicznych[9]
- Rozporządzenie MEN z dnia 22 lutego 2019 r. w sprawie oceniania, klasyfikowania i promowania uczniów i słuchaczy w szkołach publicznych[10] – obowiązuje od 1.09.2019 r. w szkołach (klasach), w których nie obowiązują ww. rozporządzenia.